# ポリニー (ジュラ県)
ポリニー （Poligny）は、フランス、ブルゴーニュ＝フランシュ＝コンテ地域圏、ジュラ県のコミューン。

## 地理
ポリニーは、ロン＝ル＝ソーニエ高原のふもとにある小さな町である。また、町はレキュレ・ド・ポリニー（fr、ポリニーの僻地）の入口に位置している。レキュレ・ド・ポリニーは、一方ではリヨン＝ストラスブール間の主要道路の一部をなし、他方ではパリ＝ジュネーヴ間の主要道路の一部となっている。言い伝えによれば、ナポレオンはイタリア遠征からの帰還途上、ポリニーを通過したといい、『ナポレオンの椅子』という名の岩がある。また、ポリニーはジュラ山脈の地理的な中心地である。

## 経済
ポリニーでは質の良いワイン用ブドウ畑があるが、製油所と、アメリカ合衆国へ輸出され賞賛を与えられている地元のコンテチーズが作られている。

## 歴史
1862年、ポリニーでフランス国内発のプラテオサウルスの化石が発見されている。脚の一本がロン＝ル＝ソーニエの博物館に展示されている。その学名は、『ポリニーの恐竜』を意味するDimodosaurus poligniensisである。1837年にドイツで発見されたプラテオサウルスと同じ種類である。プラテオサウルスはフランス最古の恐竜である。
ポリニーの歴史はローマ時代に遡る。ローマ征服前は、ガリア系のセカネス族が暮らしていた。ポリニーは843年にロタリンギアの一部となっており、870年にはPolemniacumと呼ばれていた。この名称はメルセン条約後のロタリンギアで初めて現れた。ポリニーはブルゴーニュ公国、ハプスブルク家の支配を受けた後、ナイメーヘンの和約でフランス王国に併合された。

## 人口統計
| 1962年 | 1968年 | 1975年 | 1982年 | 1990年 | 1999年 | 2006年 | 2010年 |
| ------ | ------ | ------ | ------ | ------ | ------ | ------ | ------ |
| 3869   | 4070   | 4312   | 4655   | 4714   | 4511   | 4318   | 4226   |

参照元:1962年までEHESS、1968年以降INSEE